# Sleepy Floyd
Eric Augustus „Sleepy” Floyd (ur. 6 marca 1960 w Gastonii) – amerykański koszykarz, występujący na pozycji rozgrywającego, uczestnik meczu gwiazd NBA. Rekordzista play-off w zdobyczy punktowej w pierwszej połowie meczu, która wynosi 39 punktów. Ustanowił go z Golden State Warriors przeciwko Los Angeles Lakers 10 maja 1987 roku w półfinale. Drugie miejsce zajmują Charles Barkley i Kevin Durant po 38 punktów.

## Osiągnięcia
Na podstawie, o ile nie zaznaczono inaczej.
NCAA
- Wicemistrz NCAA (1982)[6]
- Uczestnik:
  - rozgrywek Elite 8 turnieju NCAA (1980, 1982)
  - turnieju NCAA (1979–1982)
- Mistrz:
  - turnieju konferencji Big East (1980, 1982)
  - sezonu regularnego Big East (1980)
- Zaliczony do:
  - I składu:
    - All-American (1982)
    - turnieju Big East (1980, 1981, 1982)
    - NCAA Final Four (1982 przez AP)[7]

  - II składu All-American (1981 przez AP)
- MVP turnieju Big East (1982)[8]

NBA
- Uczestnik meczu gwiazd NBA (1987)[9]
- Zawodnik tygodnia (3.03.1985)
- Uczestnik konkursu rzutów za 3 punkty (1986)

Reprezentacja
- Mistrz świata U–19 (1979)[10]